# Arrondissement d'Audenarde (Escaut)
Pour les articles homonymes, voir Arrondissement d'Audenarde.
L'arrondissement d'Audenarde est une ancienne subdivision administrative française du département de l'Escaut créée le 11 septembre 1802 dans le cadre de la nouvelle organisation administrative mise en place par Napoléon Ier en Belgique et supprimé le 11 avril 1814, après la chute de l'Empire.

## Composition
Il comprenait les cantons de :
- Audenarde (deux cantons) ;
- Brakel ;
- Grammont ;
- Herzele ;
- Horebeke ;
- Ninove ;
- Renaix ;
- Zottegem[1].